# Eparan solfato
L'eparan solfato è  un GAG (glicosamminoglicano) solforilato che crea legami con proteine. L'eparan solfato e l'eparina sono distribuiti maggiormente nelle membrane basali delle arterie polmonari, nei granuli dei mastociti, nel fegato e nei polmoni.
L'eparan solfato ha una struttura analoga a quella dell’eparina, tuttavia possiede più gruppi O-solfati e gruppi N-acetilici.